# 克里斯蒂亚娜·托比拉
克里斯蒂亚娜·玛丽·托比拉（法語：Christiane Marie Taubira，法語發音：[kʁistjan maʁi tobiʁa]；1952年2月2日—），法屬圭亞那人，法国政治人物。托比拉以独立活动人士的身份开启政治生涯，于1992年参与创建法属圭亚那瓦尔瓦里党，1993年-2012年担任国民议会法属圭亚那议员，1994年-1999年担任歐洲議會議員，2012年-2016年在让-马克·埃罗和曼努埃尔·瓦尔斯政府中担任司法部长。
2022年，托比拉赢得了人民初选，以“团结左翼”候选人身份参加2022年法国总统选举。这是她第二次参加总统选举，第一次是在2002年，她在第一轮投票中仅获得2.32%的选票，未能晋级第二轮。由于支持率不足，托比拉于2022年3月2日退出选举。